# 코로해

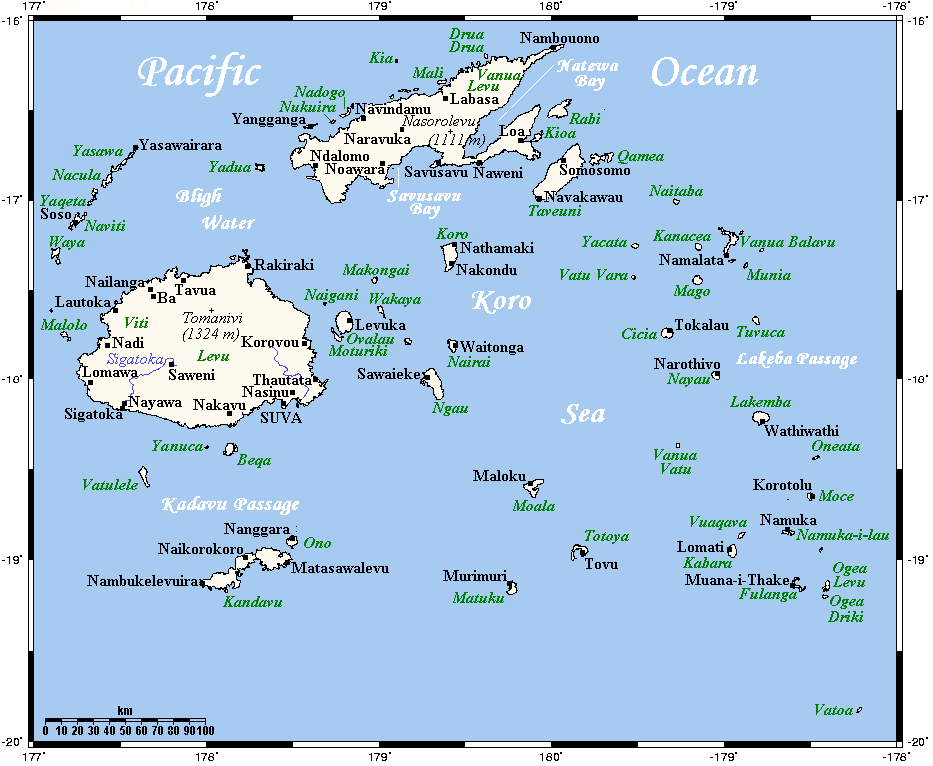
코로해

코로해(Koro Sea)는 태평양에 위치한 바다로, 서쪽으로는 비치레부섬, 동쪽으로는 라우 제도와 접하며 피지 전 국토를 둘러싸고 있다.